# 75-й Пикет
75-й Пике́т — посёлок в Новокузнецком районе Кемеровской области. Входит в состав Загорского сельского поселения.

## География
Центральная часть населённого пункта расположена на высоте 243 м над уровнем моря.

## Население
| 2010 |
| ---- |
| 6    |

### Половой состав
По данным Всероссийской переписи населения 2010 года, в посёлке 75-й Пикет проживало 6 человек (3 мужчины, 3 женщины).